# Silvestro Carlone
Silvestro Carlone (auch Silvester Carlone, Silvester oder Silvestro Carloni; * 1610 in Scaria; † 1671 in Sauwinkel, Wien) war ein italienischer Maurermeister und Stadtbaumeister aus der Künstlerfamilie Carlone.

## Leben
Silvestro Carlone war der Sohn von Lukas Carlone und hatte mit Domenico und Carlo Martino zwei jüngere Brüder. Er war zunächst in Wien tätig und heiratete am 12. November 1645 in Wien Lucia Retacco-Orsi-Allio. Sie war die Witwe des Baumeisters Andrea Allio des Jüngeren und war vorher bereits mit dem auch Carlone bekannten Giovanni Battista Orsi verheiratet gewesen. Zu diesem Zeitpunkt war Carlone Maurermeister, mit der Hochzeit übernahm er die Firma seiner Vorgänger und deren noch unvollendete Aufträge in Wien und Prag. Ab 1664 war er Bürger Wiens, seit 1669 wurde er von der Wiener Zunft als Meister geführt. In seinem persönlichen Umfeld befanden sich damals bekannte Personen wie Andrea Antonini, Giovanni Domenico Rossi aus Lugano, Filiberto Lucchese, Carlo Quaglio, der Architekt Simone Retacco, Domenico Rossi, der Maurermeister Jakob Spazzo und Francesco Piazoll.
Die Tochter Silvestro Carlones, Francisca Carlonin, heiratete um 1653 den als Prager Steinmetzmeister bezeichneten Francesco della Torre. Silvestro Carlone war der Großvater eines gleichnamigen späteren Baumeisters.

## Werke (Auswahl)

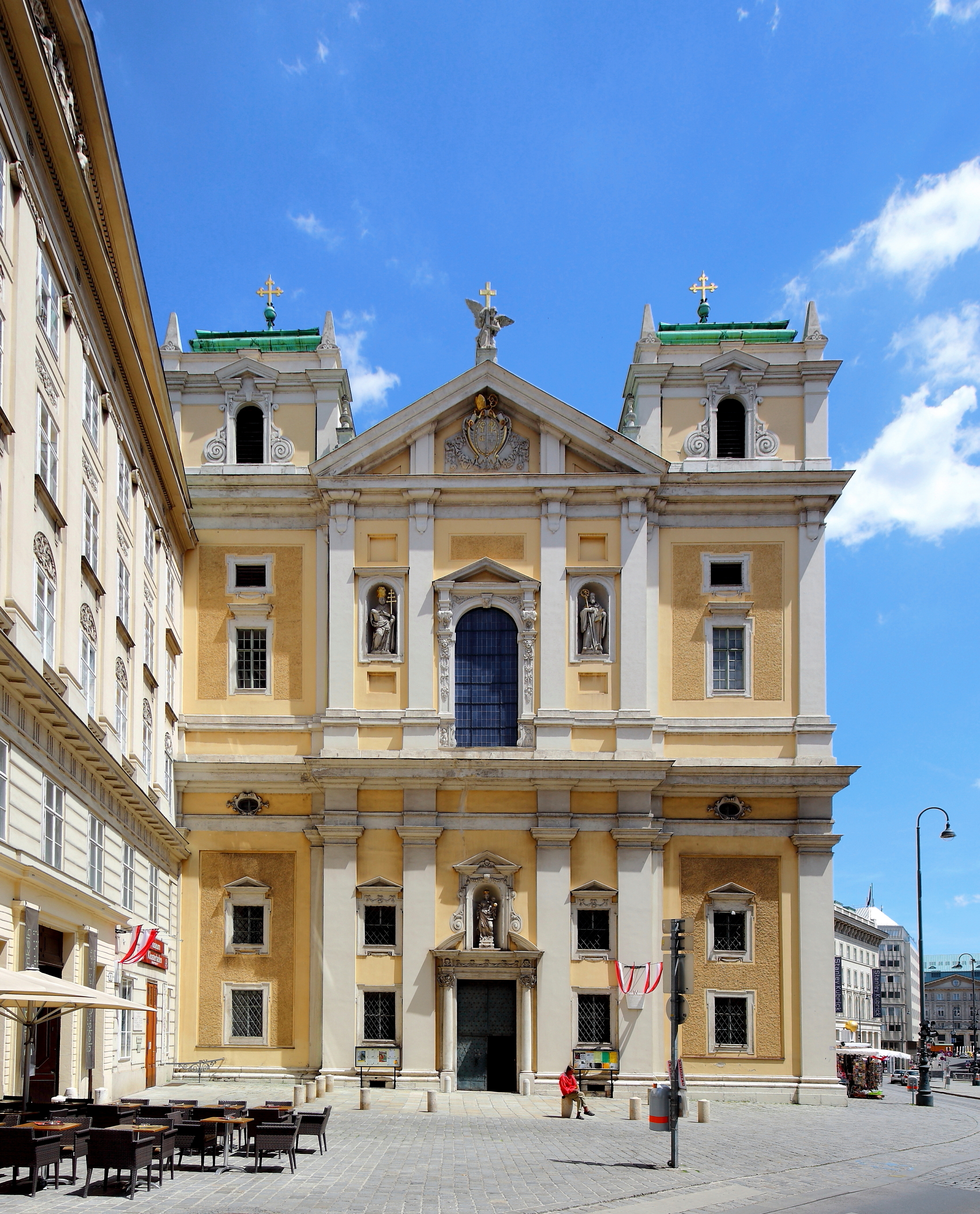
Turmfassade mit Haupteingang der Schottenkirche

- Schottenkirche, Wien: Silvestro Carlone war bereits seit 1643 als Bauführer zusammen mit Andrea Allio dem Älteren († nach 1652) und dessen Neffen Andrea Allio dem Jüngeren († 1645) am Umbau von Langhaus und Westfassade der Schottenkirche beteiligt. Die Planung war durch die Architekten Antonio Carlone und Marco Spazio erfolgt. Nach dem Tode Andrea Allios des Jüngeren und der mit der Heirat von dessen Witwe im Jahr 1645 verbundenen Übernahme von dessen Firma führte Silvestro Carlone als Bauleiter den Auftrag des Verstorbenen zusammen mit dem Architekten Marco Spazio und dem Baumeister Andrea d’Allio dem Älteren bis zur Kirchweihe im Jahre 1648 fort. Dabei wurde die von den Doppeltürmen beherrschte Fassade im Stil des Barock umgestaltet und mit Pilastern verziert.
- Zusammen mit seinem Polier Martin entstand ab 1662 nach Plänen von Filiberto Lucchese und Giovanni Pietro Tencalla das Kollegsgebäude am Kohlmarkt.
- Zusammen mit diesem Polier war Silvestro Carlone in den Jahren 1662 und 1663 am Bau des Barnabitenkollegs bei der Michaelerkirche beteiligt, vermutlich als Bauleiter. In den Unterlagen wird ein „Mastro Silvestro“ genannt, was vermutlich ihn bezeichnet.
- Ab 1666 entstand unter Leitung von Carlo Martino Carlone der Leopoldinische Trakt der Hofburg. An dessen Errichtung war Silvestro zusammen mit seinem Bruder Domenico beteiligt.